# حجاج (ولاية مستغانم)
حجاج إحدى بلديات دائرة سيدي لخضر التابعة لولاية مستغانم.